# Gobierno de Yatseniuk
El gobierno de Yatseniuk fue el gobierno de Ucrania desde el 27 de febrero de 2014 hasta el 14 de abril de 2016, fue formado tras la revolución ucraniana, liderado por Arseni Yatseniuk y presidido por Oleksandr Turchínov hasta junio de 2014 y Petró Poroshenko hasta 2016.

## Trasfondo
A finales de 2013 empezaron las protestas antigubernamentales conocidas como Euromaidán, que culminaron el 21 de febrero de 2014 con la destitución del Presidente Víktor Yanukóvich y la formación de un nuevo gobierno. El 26 de febrero, el gobierno se presentó a la Plaza de la Independencia de Kiev. El gabinete fue ratificado en la Rada Suprema el 27 de febrero. No hubo cargos en el gobierno para el partido UDAR, liderado por uno de los líderes del Euromaidán, Vitali Klichkó, ya que el partido prefirió no participar en el nuevo gobierno.

## Comienzos
En su primer día 250 diputados se inscribieron para unirse a la coalición, incluyendo los partidos de Batkivshchyna, UDAR, Svoboda, los grupos parlamentarios Desarrollo Económico y Ucrania Europea Soberana y otros diputados.
El gobierno de Yatseniuk declaró que no tenía intenciones de convertir a Ucrania en miembro de la OTAN.

## Composición
| ← Gobierno de Yatseniuk                                                                                   |         |                                      |                                      |                                      |                                      |
| Cargo | Titular | Titular                              | Inicio                               | Fin                                  | Partido                              |
| Primer ministro                                                                                           |         | Arseni Yatseniuk                     | 27 de febrero de 2014                | -                                    | Batkivshchyna                        |
| Vice primer ministro (Cumplimiento de la ley)                                                             |         | Vitali Yarema                        | 27 de febrero de 2014                | 19 de junio de 2014                  | Independiente                        |
| Vice primer ministro (Cumplimiento de la ley)                                                             |         | Vacante                              | 19 de junio de 2014                  | -                                    | Independiente                        |
| Vice primer ministro (Política humanitaria)                                                               |         | Oleksandr Sich                       | 27 de febrero de 2014                | -                                    | Svoboda                              |
| Vice primer ministro (Política regional) Ministro de Desarrollo Regional, Construcción y Vida Comunitaria |         | Volodimir Groysman                   | 27 de febrero de 2014                | -                                    | Independiente                        |
| Ministro de Justicia                                                                                      |         | Pavlo Petrenko                       | 27 de febrero de 2014                | -                                    | Batkivshchyna                        |
| Ministro de Asuntos Exteriores                                                                            |         | Andrii Deshchitsa (en funciones)     | 27 de febrero de 2014                | 19 de junio de 2014                  | Independiente                        |
| Ministro de Asuntos Exteriores                                                                            |         | Pavlo Klimkin                        | 19 de junio de 2014                  | -                                    | Independiente                        |
| Ministro de Finanzas                                                                                      |         | Oleksandr Shlapak                    | 27 de febrero de 2014                | -                                    | Independiente                        |
| Ministro de Política Social                                                                               |         | Lyudmila Denisova                    | 27 de febrero de 2014                | -                                    | Batkivshchyna                        |
| Ministro de Sanidad                                                                                       |         | Oleg Musi                            | 27 de febrero de 2014                | -                                    | Independiente                        |
| Ministro de Desarrollo Económico y Comercio                                                               |         | Pavlo Sheremeta                      | 27 de febrero de 2014                | -                                    | Independiente                        |
| Ministro de Educación y Ciencia                                                                           |         | Serguei Kvit                         | 27 de febrero de 2014                | -                                    | Independiente                        |
| Ministro de Cultura                                                                                       |         | Yevhen Nishchuk                      | 27 de febrero de 2014                | -                                    | Independiente                        |
| Ministro de Defensa                                                                                       |         | Ihor Tenyuj (en funciones)           | 27 de febrero de 2014                | 25 de marzo de 2014                  | Svoboda                              |
| Ministro de Defensa                                                                                       |         | Mijailo Koval (en funciones)         | 25 de marzo de 2014                  | 3 de julio de 2014                   | Independiente                        |
| Ministro de Defensa                                                                                       |         | Valeri Heletey                       | 3 de julio de 2014                   | -                                    | Independiente                        |
| Ministro del Interior                                                                                     |         | Arsén Avákov                         | 27 de febrero de 2014                | -                                    | Batkivshchyna                        |
| Ministro de Política Agraria y Alimentación                                                               |         | Igor Shvayka                         | 27 de febrero de 2014                | -                                    | Svoboda                              |
| Ministro de Combustibles y Energía                                                                        |         | Yuri Prodan                          | 27 de febrero de 2014                | -                                    | Independiente                        |
| Ministro de Ecología y Recursos Naturales                                                                 |         | Andri Mojnik                         | 27 de febrero de 2014                | -                                    | Svoboda                              |
| Ministro de Infraestructura                                                                               |         | Maksim Burbak                        | 27 de febrero de 2014                | -                                    | Batkivshchyna                        |
| Ministro de Juventud y Deportes                                                                           |         | Dmitro Bulatov                       | 27 de febrero de 2014                | -                                    | Independiente                        |
| Ministro del Gabinete de Ministros                                                                        |         | Ostap Semerak                        | 27 de febrero de 2014                | -                                    | Batkivshchyna                        |
| Ministro de ingresos e impuestos                                                                          |         | Cargo disuelto el 1 de marzo de 2014 | Cargo disuelto el 1 de marzo de 2014 | Cargo disuelto el 1 de marzo de 2014 | Cargo disuelto el 1 de marzo de 2014 |
| Ministro de Política Industrial                                                                           |         | Cargo reorganizado                   | Cargo reorganizado                   | Cargo reorganizado                   | Cargo reorganizado                   |

## Respuesta internacional
Gran parte de la comunidad internacional reconoció el gobierno, incluyendo la Canciller alemana Angela Merkel, el Primer ministro letón Laimdota Straujuma, el Presidente bielorruso Alexander Lukashenko, y el Primer ministro lituano Algirdas Butkevičius, que felicitaron a Yatseniuk por su designación como primer ministro interino el 27 de febrero de 2014. El Vicepresidente de los Estados Unidos Joe Biden le dijo a Yatseniuk ese mismo día que su gobierno interino tenía el completo apoyo de los Estados Unidos.
El 4 de marzo de 2014, el Secretario de Estado de los Estados Unidos John Kerry visitó Kiev, la capital de Ucrania y se reunió con Yatseniuk, seguido de miembros de la Unión Europea que se reunieron con miembros del gabinete ucraniano antes de la Cumbre Europea del 6 de marzo.
Rusia, sin embargo, denunció los hechos que llevaron al derrocamiento del gobierno anterior como un golpe de Estado ilegítimo y tanto el Parlamento de Crimea como el gobierno de Rusia consideraron ilégitimo el Gobierno de Yatseniuk.
- – El Ministro ruso de Asuntos Exteriores Serguéi Lavrov calificó a ese gabinete ucraniano de «gobierno de los vencedores, que contiene representantes de extremistas nacionalistas».[28]